# 亨特·斯托克顿·汤普森
亨特·斯托克顿·汤普森（英語：Hunter Stockton Thompson，1937年7月18日—2005年2月20日）出生于美国肯塔基州路易维尔，是一位美国记者、散文集、小说家。

## 生平
1937年，汤普森出生在美国肯塔基州路易维尔，他是杰克·罗伯特·汤普森的三个孩子里的长子，他父亲是第一次世界大战的老兵，退役后从事保险业，母亲是维吉尼亚州的雷·戴维森，是一个图书管理员。
1934年9月，汤普森的父母在肯塔基州大学经过朋友的介绍而认识，1935年11月2日，他的父母结婚。
1943年12月2日，汤普森6岁，他们家定居到切罗基三角高地附近的兰斯德尔大道2437号。
1952年7月3日，汤普森14岁，他的父亲死于重症肌无力，享年58岁。汤普森和他的兄弟戴维森·惠勒（生于1940年6月18日）、詹姆斯（1949年2月2日-1993年3月25日）还有一个同父异母的哥哥詹姆斯·汤普森跟着母亲居住在一起。
为了供养这个四个孩子的大家庭，他的母亲到图书馆去当管理员。
汤普森喜好体育运动，他是路易斯维尔卡斯尔伍德体育俱乐部的棒球球员，由于他的文笔甚好，1952年，汤普森被阿西纳姆文学协会吸纳为会员。
1955年，汤普森因为抢劫而蹲牢狱，也被阿西纳姆文学协会取消会员资格，在刑满释放后，汤普森加入了美国空军。
汤普森最初在德克萨斯州拉克兰空军基地服役，后转移到伊利诺伊州德斯科特空军基地。
1956年，汤普森转移到佛罗里达州埃格林空军基地。1957年，汤普森为佛罗里达州的一家报社写新闻，获得了良好的赞誉，1958年，汤普森退役。
2005年2月，汤普森在美国科罗拉多州皮特金县的家中自杀而逝。同年8月，其骨灰在私人葬禮上以烟花葬形式撒上天空。